# Rhyacotriton variegatus
La salamandra del torrente del sur (Rhyacotriton variegatus) es un miembro de la familia de salamandras Rhyacotritonidae. Esta especie de salamandra de torrente se encuentra en el extremo sur de la región. Es una pequeña salamandra endémica al Pacífico Noroeste desde el norte de California hasta el norte de Oregón. Es una de las cuatro especies de  Rhyacotriton, junto con R. cascadae,  R. kezeri  y  R. olympicus. Todas las especies de Rhyacotriton son pequeñas, con una longitud corporal inferior a 13 cm. La especie se reproduce anualmente, con un período prolongado de cortejo y puesta de huevos. El tiempo de oviposición para alcanzar madurez sexual varía de cinco a ocho años, lo que hace que el intervalo generacional sea bastante largo. La etapa larvaria, desde la eclosión hasta la metamorfosis, dura 2.0-2.5 años, y las hembras requieren otros 1.5–2.0 años hasta que puedan reproducirse primero. Alcanzan la madurez sexual 1.0-1.5 años después de la metamorfosis, que ocurre entre 4.5 y 5.0 años. Esta especie se alimenta de pequeños insectos y arañas. Aunque se encuentra en un área grande, no es una criatura migratoria. Es presa de las salamandras gigantes del Pacífico y de las serpientes ligueras.

## Identificación
Las especies en el género Rhyacotriton son todas similares en morfología, pero tienen una alta diversidad genética. R. variegatus vive en ambientes acuáticos desde el huevo hasta las etapas metamórficas. A través de la edad adulta, las personas viven en el borde de las aguas entre piedras y rocas. R. variegatus tiene la tolerancia de desecación más baja de todas las salamandras de América del Norte, lo que significa que no pueden soportar fácilmente temperaturas "extremas" y bajos niveles de humedad. Los hábitats preferidos por  R. variegatus  son fríos, poco profundos, ricos en oxígeno y de flujo lento, como las filtraciones y los arroyos de las montañas, con lechos gruesos como grava. Estas fuentes de agua se encuentran principalmente en los bosques, que es donde R. variegatus se encuentra con más frecuencia. Todas las especies de Rhyacotriton tienen huevos y larvas acuáticos, y los adultos son semi-acuáticos.  R. los adultos variegatus pueden aventurarse lejos del arroyo, pero prefieren el agua, solo que sale cuando el nivel de humedad del suelo es lo suficientemente alto. Los adultos y los juveniles también están sujetos a la pérdida de humedad como choque térmico.

## Descripción general y taxonomía
Las salamandras del torrente sur son pequeñas salamandras; los adultos maduros miden de 1.5–2.4  pulgadas del hocico para ventilar. En sus lados dorsales, son marrones con manchas más oscuras. Sus lados ventrales son más amarillos, con las mismas manchas que los lados dorsales. Los colores varían de matices; Los lados dorsales van desde olivo oscuro a marrón oscuro. Sus ojos están orientados hacia delante y son grandes y oscuros, y motas metálicas rodean los ojos. Los machos se distinguen de las hembras por sus lóbulos cloacales cuadrados. Los pulmones de los adultos también se reducen en apariencia. Sus cuerpos son delgados, con largas colas de la misma longitud que sus torsos. Tienen cuatro patas, dispuestas en pares: dos cerca de la cabeza y dos cerca de la base de la cola. En la base de la pierna, tienen cuatro dedos usados para agarrarse y trepar. En general, tienen narices contundentes y ojos que sobresalen.

## Distribución geográfica
El género Rhyacotriton se encuentra en el noroeste del Pacífico, que se extiende desde el norte de California hasta la península olímpica. R. variegatus es endémico de la parte más al sur del rango, que se extiende desde California hasta Oregon. Poblaciones de R. variegatus se encuentran en los bosques de las regiones costeras de los estados. Algunas especies de Rhyacotriton se encuentran más tierra adentro, pero todavía están relativamente cerca de la costa; estas son principalmente poblaciones de R. kezeri. Las zonas con poblaciones de R. variegatus son bosques con fuentes de agua dulce que cumplen con todos sus requisitos de hábitat. Aunque la mayoría de la población está en un rango continuo, una población más pequeña separada del rango principal se encuentra en el suroeste de Oregon. Aunque está desconectado de la gama, todavía está cerca de la costa.

## Ecología
R. variegatus ocurre en la costa bosque de coníferass en California y Oregón.  Es más probable que los bosques mantengan una población de salamandras del torrente sur. Estos bosques tienen > 80% de cobertura de dosel debido a los árboles de gran tamaño, así como grandes cantidades de musgo.  Algunos bosques más jóvenes tienen el hábitat adecuado para mantener una población, pero es inusual ver a una población viviendo en un bosque joven La reproducción ocurre en el agua, donde los huevos fertilizados se depositan y abandonan. El apareamiento ocurre después de un cortejo prolongado, y es seguido por un largo proceso de puesta de huevos. Los huevos tardan bastante tiempo en eclosionar, y toda la etapa larvaria dura aproximadamente 2.0-2.5 años. Por lo general, la hembra pone un huevo a la vez, pero ocasionalmente se usan garras de 8 a 11 huevos. encontrado.

## Conservación
Se han realizado esfuerzos para conservar esta especie. Después de ser evaluado, se colocó en la categoría de "Preocupación menor", lo que significa que no existe una amenaza inmediata para la supervivencia de la especie, y tiene una amplia distribución con una población supuestamente grande. Aunque hay Sin amenaza inmediata para la salamandra del torrente del sur, la urbanización está comenzando a invadir su hábitat. Los efectos directos de la tala y la perturbación de los bosques con la construcción de caminos y otras características hechas por el hombre están limitando las áreas habitables de estas salamandras. Otros efectos indirectos de la urbanización son aquellos que afectan la temperatura del ambiente.  R. variegatus  es extremadamente sensible a las fluctuaciones de temperatura, ya que tiene un rango muy estrecho de temperaturas en las que puede prosperar. Las salamandras comenzarán a mostrar estrés por temperatura a aproximadamente 63 °F. Si la temperatura de los arroyos y arroyos de montaña aumenta en los próximos años, la especie tendrá que adaptarse o sucumbir a la temperatura cálida. En California,  R. variegatus  es una especie de preocupación especial. La composición del suelo en el hábitat también es bastante importante. Si la textura de los componentes es demasiado fina, el ambiente no sería ideal.  R. variegatus  necesita partículas grandes, como guijarros, para poder esconderse y evitar a los depredadores. Muchas personas preocupadas todavía solicitan colocar "R. variegatus  en una categoría de mayor riesgo debido a la tala previamente no regulada que alteró la población.  La especie seguirá siendo al menos preocupada por el estado hasta que las poblaciones estén más amenazadas.